# 386世代
386世代（韓語：386 세대），又稱為386一代，是指在1960年代出生、1980年代成長的30歲人士，意同於台灣口語中的「五年級生」與中国大陆及港澳口語中的「60後」。
386世代在2002年韓國總統選舉中成為候選人盧武鉉的票源之一，而盧武鉉等人就是曾經在386世代就讀大學的期間擔任律師或民主人士。

## 背景
1953年，韓戰完結，戰後的韓國爆發出生潮。這班戰後出生的韓國人，成長在生活環境較困難的六、七十年代。
隨著西方思想湧入，韓國人的民智越來越開放。1980年，光州民主化運動爆發，雖然是以悲劇告終，但這件事卻激發了這班年輕人。他們開始對政府不滿，最後促使1987年韓國民主化。
1990年代後，他們從大學畢業，開始投身社會。他們有部分（特別是延世大學、高麗大學與國立首爾大學出身的386世代）成為社會中的精英分子，在社會擁有一定地位。同期，i386处理器上市，并装载于最新的计算机系统中，这一世代因此得名。